# 地獄の回想
『地獄の回想』 (じごくのかいそう、Lick It Up) は、1983年にキッスが発売した11枚目のスタジオ・オリジナル・アルバムである。(メンバー4人のソロ・アルバム、キッス・キラーズを除く)

## 概要
『地獄の回想』は、1982年の『暗黒の神話』でキッスが示したハードなサウンドをベースにしている。1983年12月22日にゴールド認定され、1980年の『仮面の正体』以来、キッスのアルバムが認定を受けた。これは、アンマスキングの後にバンドが受けた宣伝効果が高まったことに部分的に起因する。
Creatures of the Night Tour/10th Anniversary Tourが6月に終了すると、バンドはすぐにスタジオに戻り、次のアルバムの制作を開始し、その後2ヶ月間にわたってレコーディングを行った。「リック・イット・アップ（Lick It Up）」と「オール・ヘルズ・ブレイキン・ルーズ（All Hell's Breakin' Loose）」は、このアルバムからのシングルとしてリリースされた。これらの曲には、同様のテーマで、荒涼とした終末論的状況の中でバンドと多くの女性が登場する、皮肉を込めたビデオが2本ついていた。
ヴィニー・ヴィンセントは、すでにバンドを脱退し、アルバムのレコーディングにも参加していないにもかかわらず、『暗黒の神話』のジャケットに登場していたエース・フレリーとは対照的に、初めてアルバムのカバーアートに登場した。ヴィンセントは、法的にはバンドのメンバーではなかった。バンド内での役割や給料をめぐって争いがあったこともあり（バンドの総利益の何％かを要求したが、はっきりと拒否されたという報道もある）、ヴィンセントは正式な雇用契約を結んでいない。このような争いと、キッスの復活は自分だけのおかげであるというヴィンセントの態度の高まりにより、Lick It Up World Tourのヨーロッパ公演を最後に、ヴィンセントはバンドを脱退（あるいは情報源によっては解雇）することになる。
バンドは急遽、代わりのギタリストを確保することができず、ヴィンセントはアメリカツアーに復帰することになったが、契約書へのサインを拒否したことが問題となり、ギターソロをめぐってバンドのメンバーとの間に大きな溝ができてしまった。ポール・スタンレーが次の曲を紹介するための合図で終わる5〜8分程度のソロのはずが、急に長くなり、他のメンバーがステージ上でヴィンセントのソロが終わるのを待ちきれなくなることもあった。
1984年1月のLAフォーラム公演では、スタンレーの合図にもかかわらず、ヴィンセントはソロを弾き続けた。スタンレーはヴィンセントに見せつけられたと非難し、ヴィンセントは他の3人のメンバーが自分のソロを台無しにして、パフォーマーとしての自分を抑えつけようとしていると非難した。彼らは、エリック・カーとジーン・シモンズ、そして平和を維持しようとしたローディ数人によって引き離された。3月のカナダ・ケベックでのライブでは、バンドがセットを締めくくる準備をしているときに、ヴィンセントが即興でソロを始め、他のバンドメンバーは何もできずにステージに立っていた。ヴィンセントは、その直後に脱退した（情報源によっては、2度目の解雇となった）。この時は、永久的な解雇となった。
「オール・ヘルズ・ブレイキン・ルーズ」は、バンドの歴史の中で、4人（当時は現役）のメンバー全員が作詞作曲を分担した3曲のうちの1つである。"Kissology Volume Two: 1978–1991"のインタビューの中で、スタンレーは「人々は耳よりも目で聴くようになった。『暗黒の神話』は『地獄の回想』よりも間違いなく良いアルバムだったからだ」「『暗黒の神話』よりも『地獄の回想』が買われたのは、僕らがノーメイクだったからだと思うんだ。それが唯一の理由だった」と発言している。
『暗黒の神話』の6曲でヴィンセントはセッション・プレイヤーとしてリード・ギターを担当していたが、『地獄の回想』がリリースされる頃には、世間が知る限り、彼は正式にキッスのギタリストとなっており、このアルバムではすべてのリード・ギターを演奏している。オープニング曲（ヴィンセントとの共作）には、リック・デリンジャーのソロが収録されている。

## 評価
1990年12月19日、『地獄の回想』はプラチナ認定を受けた。Kerrang！は、年末の1983年のベスト・ハード・ロック・アルバムのリストで、『地獄の回想』を第3位に挙げている。 2011年には、Guitar Worldの読者投票による1983年のギター・アルバム・トップ10で、このアルバムは第10位となった。
このアルバムは、それまでの数年間に低迷していたバンドの運勢を好転させ、新しい世代のファンに紹介することに成功し、その後10年間続く "unmasked "時代の幕開けとなった。スタンレーはいくつかのインタビューで、このアルバムが売れたのは、主にバンドのアンマスキングをめぐる誇大宣伝のおかげだと感じていると述べている。
「オール・ヘルズ・ブレイキン・ルーズ」のビデオは、1984年のMTVビデオ・ミュージック・アワードで最優秀撮影賞にノミネートされた。

## 収録曲
| No. | Title                  | Writer(s)                    | Lead vocals | Length |
| --- | ---------------------- | ---------------------------- | ----------- | ------ |
| 1.  | "Exciter"              | Paul Stanley, Vinnie Vincent | Stanley     | 4:10   |
| 2.  | "Not for the Innocent" | Gene Simmons, Vincent        | Simmons     | 4:22   |
| 3.  | "Lick It Up"           | Stanley, Vincent             | Stanley     | 3:56   |
| 4.  | "Young and Wasted"     | Simmons, Vincent             | Simmons     | 4:05   |
| 5.  | "Gimme More"           | Stanley, Vincent             | Stanley     | 3:43   |

| No. | Title                       | Writer(s)                            | Lead vocals | Length |
| --- | --------------------------- | ------------------------------------ | ----------- | ------ |
| 6.  | "All Hell's Breakin' Loose" | Eric Carr, Stanley, Simmons, Vincent | Stanley     | 4:34   |
| 7.  | "A Million to One"          | Stanley, Vincent                     | Stanley     | 4:17   |
| 8.  | "Fits Like a Glove"         | Simmons                              | Simmons     | 4:04   |
| 9.  | "Dance All Over Your Face"  | Simmons                              | Simmons     | 4:16   |
| 10. | "And on the 8th Day"        | Simmons, Vincent                     | Simmons     | 4:02   |